# Formofentonia madena
Formofentonia madena är en fjärilsart som beskrevs av William Schaus 1928. Formofentonia madena ingår i släktet Formofentonia och familjen tandspinnare. Inga underarter finns listade i Catalogue of Life.